# Langnes (przystanek kolejowy)
Langnes – kolejowy przystanek osobowy w Langnes, w regionie Østfold w Norwegii, jest oddalony od Oslo Sentralstasjon o 49,61 km i 25,30 km od Ski. 

## Ruch pasażerski
Należy do linii Østfoldbanens østre linje. Jest elementem - kolei aglomeracyjnej w Oslo - w systemie SKM ma numer  560.  Obsługuje Rakkestad, Mysen, Ski i Oslo Sentralstasjon i Skøyen. Pociągi odjeżdżają co godzinę. Jest to ich jedyne miejsce zatrzymania między Oslo i Ski.

## Obsługa pasażerów
Wiata. Odprawa podróżnych odbywa się w pociągu.